# Liên hoan phim quốc tế Stockholm
Liên hoan phim quốc tế Stockholm (tiếng Thụy Điển: 'Stockholms filmfestival') là một liên hoan phim hàng năm được tổ chức ở Stockholm, Thụy Điển, do một tổ chức mang cùng tên chịu trách nhiệm, với sự hỗ trợ của Hội đồng hạt Stockholm, thị xã Stockholm và Viện phim Thụy Điển. Liên hoan phim này bắt đầu được tổ chức hàng năm từ năm 1990, vào trung tuần và hạ tuần của tháng 11.
Ban đầu, Ban tổ chức Liên hoan trao 2 giải chính: "Phim hay nhất" và "Lifetime Achievement" (Thành tựu suốt đời). Từ năm 2004 thêm thể loại "Visionary Award" (Giải nhìn về tương lai). Ban giám khảo gồm các thành viên của FIPRESCI (Fédération Internationale de la Presse Cinématographique). Giải thưởng là một tượng nhỏ hình con ngựa bằng đồng (bronshästen).

## Giải phim hay nhất
Các phim sau đây đã đoạt giải Ngựa Đồng.
| Năm  | Phim                                | Đạo diễn              |
| ---- | ----------------------------------- | --------------------- |
| 1990 | The Natural History of Parking Lots | Everett Lewis         |
| 1991 | Europa                              | Lars von Trier        |
| 1992 | Reservoir Dogs                      | Quentin Tarantino     |
| 1993 | 1, 2, 3, Sun                        | Bertrand Blier        |
| 1994 | Pulp Fiction                        | Quentin Tarantino     |
| 1995 | Institute Benjamenta                | Brothers Quay         |
| 1996 | Pretty Village, Pretty Flame        | Srđan Dragojević      |
| 1997 | Unmade Beds                         | Nicholas Barker       |
| 1998 | The Wounds                          | Srđan Dragojević      |
| 1999 | Les Convoyeurs Attendent            | Benoît Mariage        |
| 2000 | Ali Zaoua                           | Nabil Ayouch          |
| 2001 | Bully                               | Larry Clark           |
| 2002 | Irréversible                        | Gaspar Noé            |
| 2003 | Schultze Gets the Blues             | Michael Schorr        |
| 2004 | Innocence                           | Lucile Hadžihalilović |
| 2005 | Northeast                           | Juan Diego Solanas    |
| 2006 | Sherrybaby                          | Laurie Collyer        |
| 2007 | 4 Months, 3 Weeks and 2 Days        | Cristian Mungiu       |
| 2008 | Frozen River                        | Courtney Hunt         |
| 2009 | Dogtooth                            | Yorgos Lanthimos      |
| 2010 | Winter's Bone                       | Debra Granik          |

## Giải thưởng Stockholm cho thành tựu trọn đời
- 2011: Isabelle Huppert
- 2010: Harriet Andersson
- 2009: Susan Sarandon [4]
- 2008: Charlotte Rampling
- 2007: Paul Schrader
- 2006: Lasse Hallström
- 2005: David Cronenberg
- 2004: Oliver Stone
- 2003: David Lynch
- 2002: Erland Josephson
- 2001: Jean-Luc Godard
- 2000: Lauren Bacall
- 1999: Roman Polanski
- 1998: Gena Rowlands
- 1997: Elia Kazan
- 1996: Rod Steiger
- 1995: Jean-Paul Gaultier
- 1994: Quentin Tarantino
- 1992: Viveca Lindfors
- 1991: Dennis Hopper
- 1990: Roger Corman

## Stockholm Visionary Award
- 2010: Gus Van Sant
- 2009: Luc Besson
- 2008: Wong Kar Wai
- 2007: Wes Anderson
- 2006: Darren Aronofsky
- 2005: Terry Gilliam
- 2004: Todd Solondz

## Kỷ niệm 20 năm thành lập
Liên hoan phim quốc tế Stockholm đã mừng kỷ niệm 20 năm thành lập vào tháng 11 năm 2009 bằng việc lập một màn ảnh ngoài trời ở công viên Kungsträdgården một màn ảnh bằng khối băng nặng 10 tấn được lấy từ sông Torne trong tháng 3 năm 2009. Ngày 21 và 22 tháng 11, "Rocky Horror Picture Show" và "The Red Lantern" được chiếu ở đây và Susan Sarandon, người đoạt giải thành tựu suốt đời năm này đã có bài phát biểu ngắn.

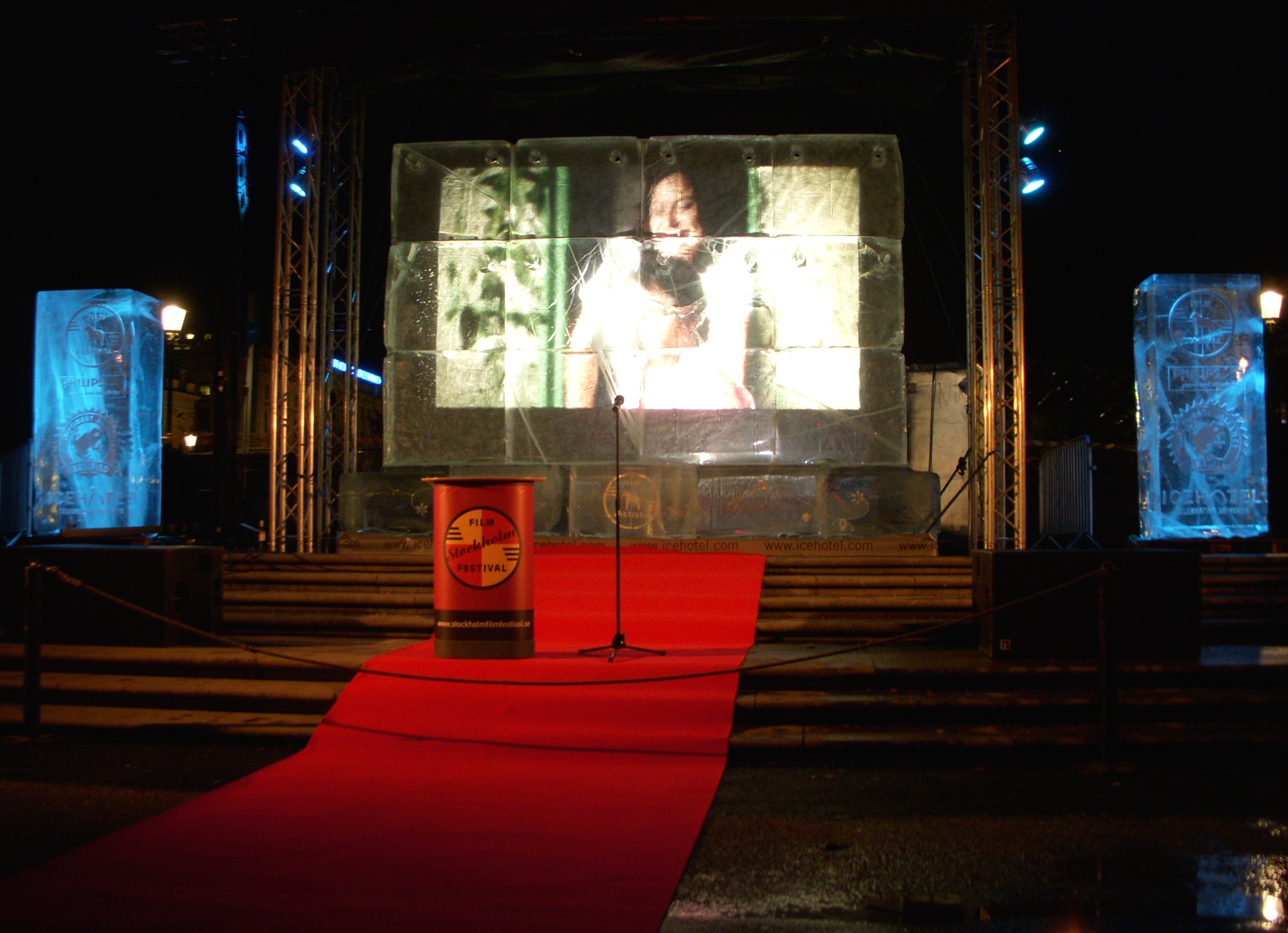
Màn ảnh bằng băng
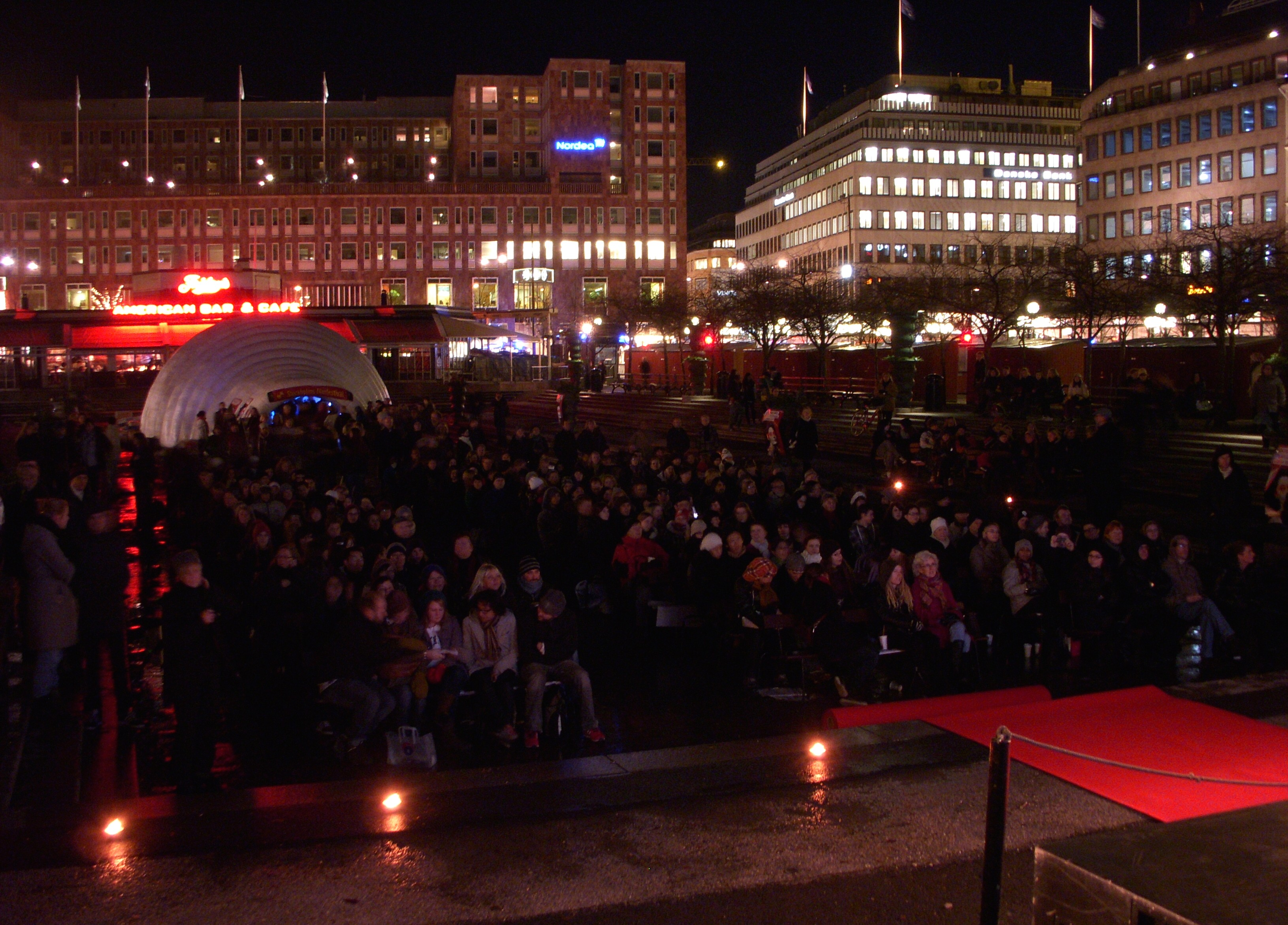
Khán giả
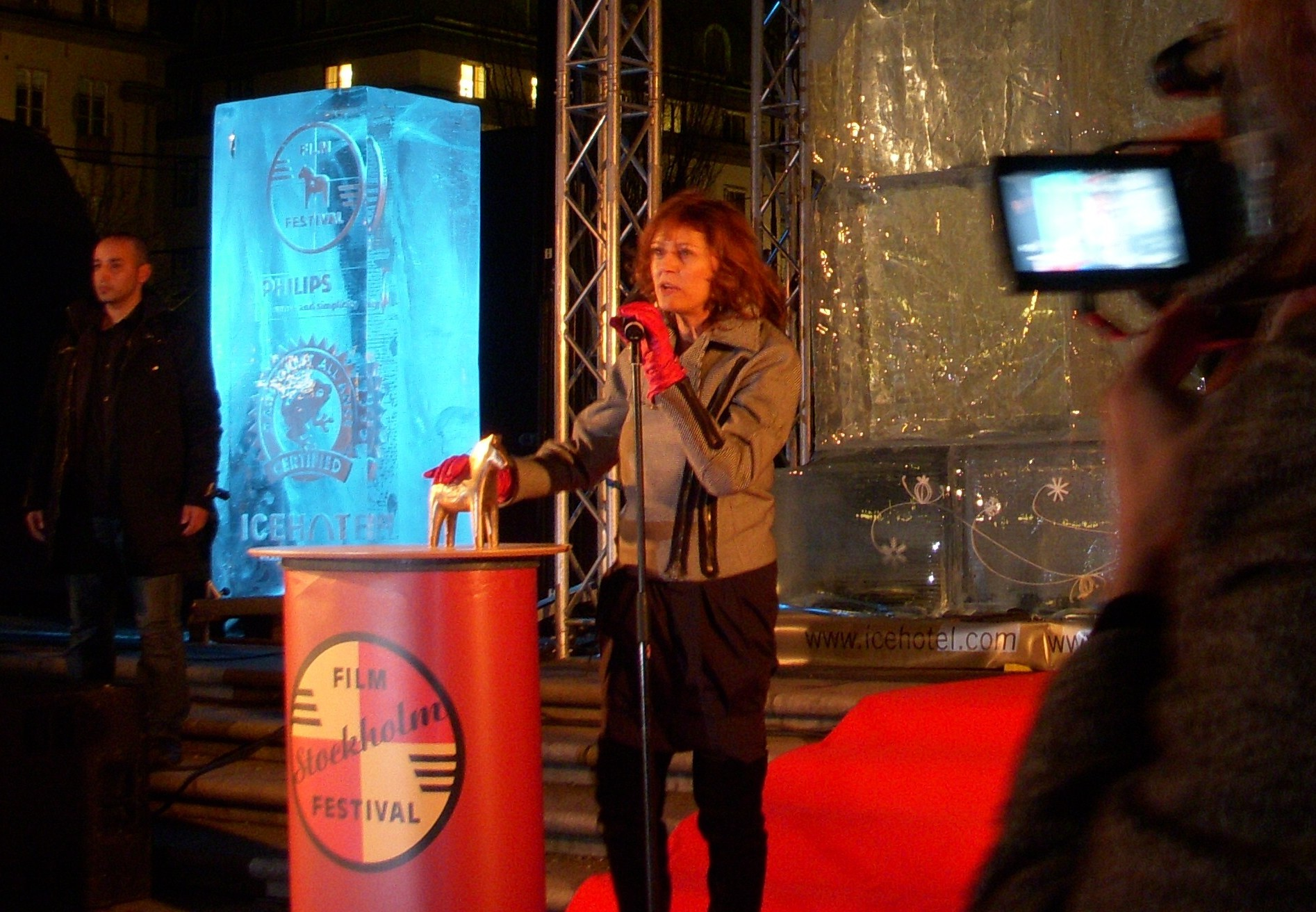
Susan Sarandon với tượng nhỏ "Ngựa đồng"
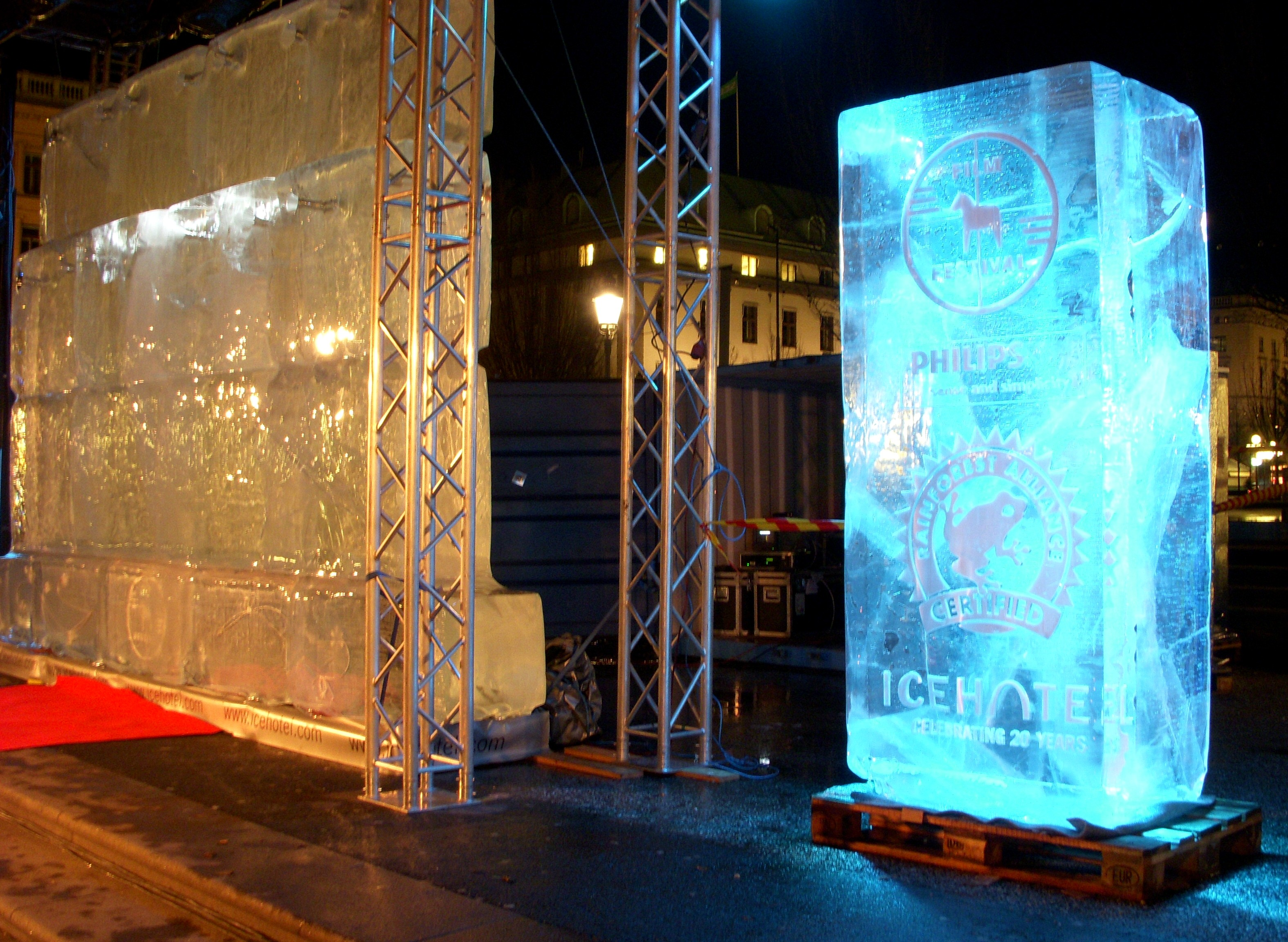
Màn ản bằng băng và khối băng